# Mount Holmboe
Holmboe är ett berg i Antarktis. Det ligger i Västantarktis. Chile gör anspråk på området. Toppen på Holmboe är 1 730 meter över havet.
Terrängen runt Holmboe är platt åt nordväst, men åt sydost är den kuperad. Trakten är obefolkad. Det finns inga samhällen i närheten.